# Leichtathletik-Weltmeisterschaften 2019/Teilnehmer (Guinea-Bissau)
| Gelbes Symbol für Goldmedaillen mit stilisierten Olympischen Ringen | Graues Symbol für Silbermedaillen mit stilisierten Olympischen Ringen | Braundes Symbol für Bronzemedaillen mit stilisierten Olympischen Ringen |
| ------------------------------------------------------------------- | --------------------------------------------------------------------- | ----------------------------------------------------------------------- |
| —                                                                   | —                                                                     | —                                                                       |

Der Leichtathletikverband von Guinea-Bissau nahm an den Leichtathletik-Weltmeisterschaften 2019 in Doha teil. Ein Athlet wurde vom guinea-bissauischen Verband nominiert.
Jonathan Busby aus Aruba, der erstmals ein offizielles Rennen über 5000 m bestritt, erlitt eine halbe Runde vor Zielankunft einen Schwächeanfall. Guinea-Bissaus Starter Braima Suncar Dabó brach seinen Lauf daraufhin ab, um Busby bis ins Ziel zu helfen. Diese Zurschaustellung besonderen Sportsgeistes wurde in der Presse international gewürdigt.

## Ergebnisse

### Männer

#### Laufdisziplinen
| Athlet             | Disziplin | Vorlauf         | Vorlauf | Halbfinale | Halbfinale | Finale | Finale |
| Athlet             | Disziplin | Zeit            | Platz   | Zeit       | Platz      | Zeit   | Platz  |
| ------------------ | --------- | --------------- | ------- | ---------- | ---------- | ------ | ------ |
| Braima Suncar Dabó | 5000 m    | 18:10,87 min PB | 36      |            |            | DNQ    | DNQ    |